# Zonsverduistering van 9 maart 1997

Animatie zonsverduistering
op 9 maart 1997

De totale zonsverduistering van 9 maart 1997 trok veel over land en was achtereenvolgens te zien in deze vier landen: China, Kazachstan, Rusland en Mongolië.

## Lengte

### Maximum
Het punt met maximale totaliteit lag in Rusland niet ver van de plaatsen Chagda en Aim en duurde 2m50,1s.

### Limieten
| Fenomeen                    | Code | Tijdstip UTC |
| --------------------------- | ---- | ------------ |
| Eerste contact bijschaduw   | P1   | 23:16:36.0   |
| Eerste contact kernschaduw  | U1   | 00:41:02.5   |
| Kernschaduw compleet vanaf  | U2   | 00:45:56.6   |
| Bijschaduw compleet vanaf   | P2   | Niet         |
| Maximum eclips              | GE   | 01:23:48.2   |
| Bijschaduw compleet t/m     | P3   | Niet         |
| Kernschaduw compleet t/m    | U3   | 02:01:18.4   |
| Laatste contact kernschaduw | U4   | 02:06:11.4   |
| Laatste contact bijschaduw  | P4   | 03:30:47.7   |